# Enrico Cecchetti
Enrico Cecchetti, född den 21 juni 1850 i Rom, Italien, död den 13 november 1928 i Milano, var en italiensk balettdansare, mimartist och grundare av Cecchettimetoden.

## Biografi
Cecchetti var son till två dansare från Civitanova Marche i Rom. Efter en lysande karriär som dansare i Europa fick han dansa i den kejserliga baletten i Sankt Petersburg, där han ytterligare finslipade sina färdigheter. Han hyllades för sin smidighet och styrka och var allmänt ansedd som sin tids störste balettvirtuos.
Efter en karriär i Ryssland, med roller som både Fågel Blå och Carabosse i Törnrosa, övergick han till undervisning. Bland hans elever fanns flera andra kända dansare i den kejserliga baletten, såsom Anna Pavlova, Léonide Massine och Wacław Niżyński.
Cecchetti undervisade vid Kejserliga balettskolan i Sankt Petersburg 1887–1902 och sedan vid statliga balettskolan i Polen för att därefter återvända till Sankt Petersburg och etablera en egen skola där.
Cecchetti omformade också många baletter, bland annat Petipas slutliga versionen av Coppélia 1894, vilken nästan alla moderna versioner av verket bygger på (Cecchettis version noterades i början av 1900-talet, och är idag en del av Sergejevsamlingen ). 
Därefter flyttade Cecchetti till London och öppnade en dansskola där 1918. Då fanns uppfattningen att ingen kunde bli en färdig balettdansare utan att passera Cecchettis händer.
År 1923 återvände han till Italien för att gå i pension, men var inbjuden av Arturo Toscanini att återuppta sin undervisning på La Scala, vilket varit hans livslånga dröm. Under undervisning av en klass kollapsade Cecchetti och dog påföljande dag den 13 november 1928.

## Cecchettimetoden
Cecchetti skapade en baletteknik, som nu kallas Cecchettimetoden. Denna teknik är populär hos både tidigare och nuvarande balettlärare, såsom fräsch och modern. Efter Cecchettis död bestämde Cyril Beaumont och Stanislas Idzikowsky att kodifiera Cecchettis metod så att den kan fortsätta att användas av balettlärare för att fullända tekniken för balettdansare. Denna utbildningsmetod används av många balettföretag runt om i världen, inklusive National Ballet of Canada och Mont Albert Ballet School i Melbourne, Australien.